# Benz Ideal
La Benz Ideal est une automobile du constructeur automobile allemand Benz & Cie, conçue par Carl Benz et produite de 1894 à 1902,.

## Historique

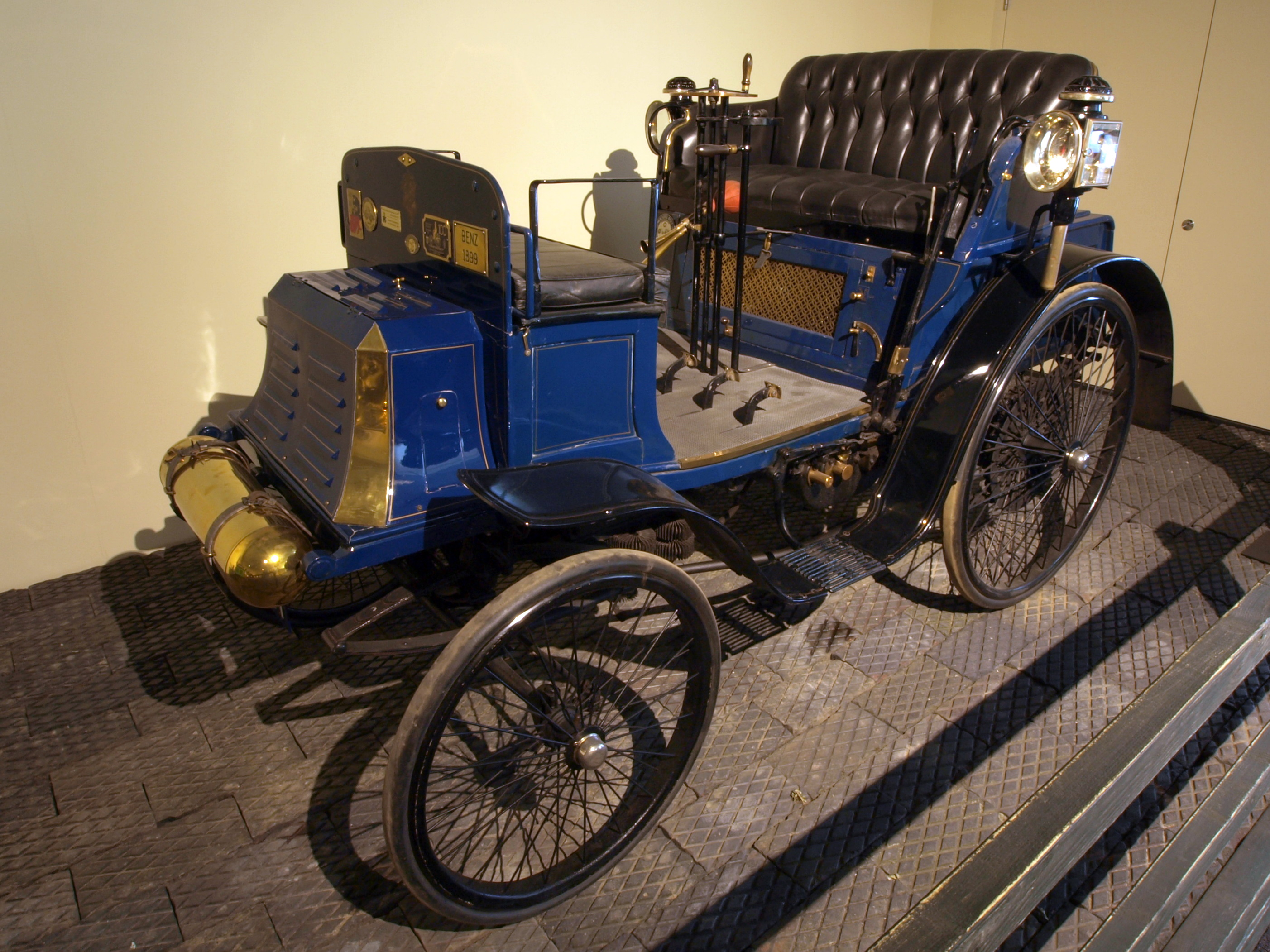
Musée Louwman, Pays-Bas.
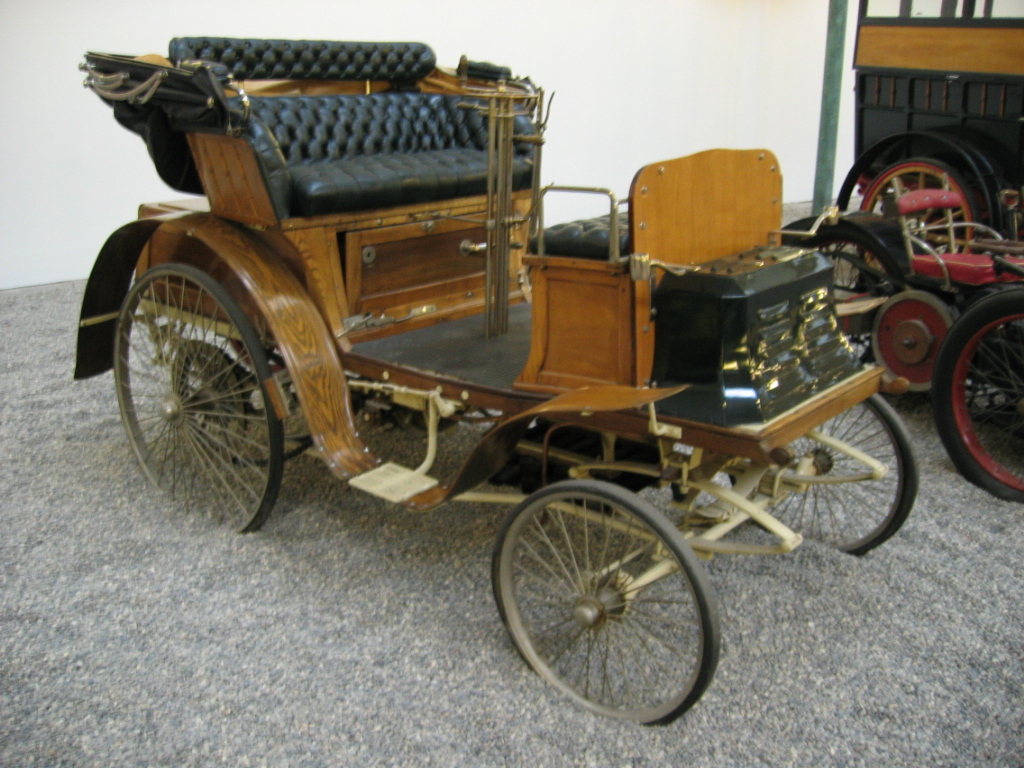
Cité de l'automobile de Mulhouse.
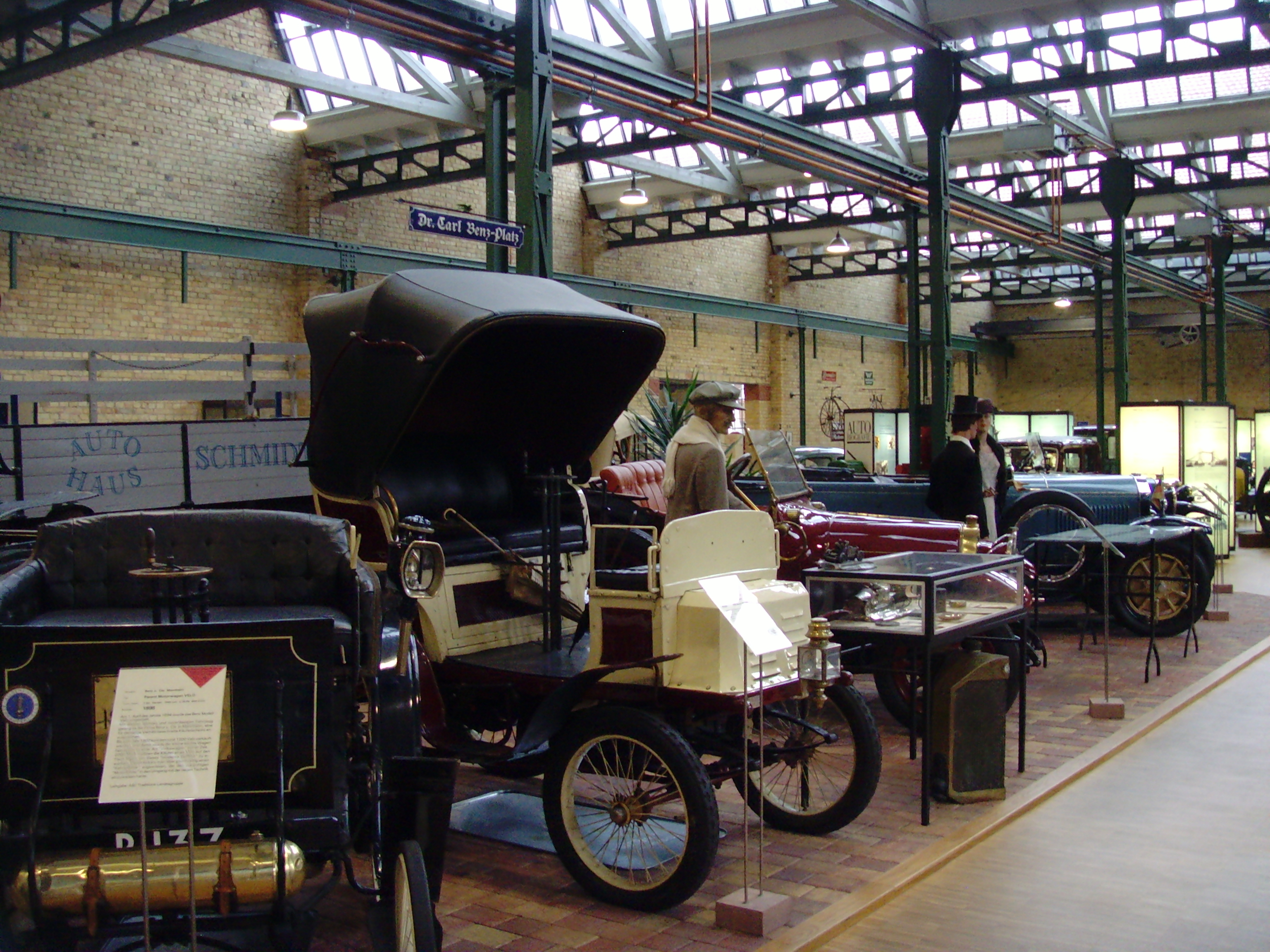
Musée de l'automobile Dr Carl Benz, Allemagne.